# Hades (videogioco)
Hades è un videogioco roguelike d'azione sviluppato e pubblicato da Supergiant Games, disponibile per Microsoft Windows, macOS e Nintendo Switch dal 17 settembre 2020. Le versioni per PlayStation 4, PlayStation 5, Xbox One e Xbox Series X/S sono disponibili dal 13 agosto 2021. Dal 19 marzo 2024 è stata rilasciata la versione iOS tramite il servizio Netflix Games. Prima della pubblicazione, nel settembre 2018, gli sviluppatori resero pubblica una versione accesso anticipato.
Il giocatore veste i panni di Zagreus mentre cerca di fuggire dagli inferi per trovare sua madre. Durante l'avventura il protagonista incontra diversi personaggi della mitologia greca i quali lo aiutano nella sua impresa tramite dei doni.

## Trama
Il giocatore veste i panni di Zagreus, il figlio di Ade, che tenta di fuggire dall'oltretomba per trovare sua madre Persefone nel mondo dei mortali, dopo aver scoperto che Nyx non è la sua vera madre. Durante il suo viaggio riceve il supporto di diverse divinità greche le quali gli garantiscono doni che lo aiutano ad affrontare le creature che fanno da guardia all'uscita dell'oltretomba, questo perché Zagreus ha fatto credere loro di volerli raggiungere sul Monte Olimpo. Durante il suo viaggio il protagonista si trova ad affrontare diverse creature della mitologia greca come le furie Megera, Aletto, Tisifone, Teseo e il minotauro Asterio, e infine Ade stesso. Una volta sconfitto il padre, Zagreus riesce a trovare Persefone, ma scopre di non poter sopravvivere a lungo al di fuori dell'oltretomba. Prima di tornare nel regno del padre promette alla madre che continuerà a fuggire per poter passare del tempo con lei.
Nelle seguenti fughe Zagreus scopre dalla madre che quest'ultima in passato aveva avuto un felice matrimonio con Ade fino al giorno in cui Zagreus era morto per mano delle Moire, le quali avevano decretato che Ade non avrebbe mai avuto un erede. Persefone aveva deciso quindi di scappare, ma si era rifiutata di tornare nella sua terra natia, sul monte Olimpo, che detestava a causa dei costanti litigi tra gli dei. Zagreus invece era stato riportato in vita grazie ai poteri di Nyx. Persefone si rifiuta di tornare al suo posto nell'oltretomba perché teme una possibile vendetta degli dei nei confronti di Ade e dell'oltretomba, nel caso essi vengano a sapere la realtà riguardante la sua sparizione. Zagreus riesce a convincerla a tornare nell'oltretomba ricordandole i suoi legami famigliari e così i due navigano sullo Stige fino all'oltretomba, traghettati da Caronte. Una volta fatto ritorno, Persefone riprende il suo posto di regina dell'oltretomba e Ade permette al figlio di continuare con le sue fughe per scoprire ulteriori vulnerabilità nella sicurezza dell'oltretomba.
Nell'epilogo Persefone pensa a un modo per riappacificarsi con gli dei dell'Olimpo e decide di invitarli a un banchetto nella casa di Ade. La donna racconta agli altri dei di essere fuggita con Ade e aver partorito Zagreus, ma evita di esternare il suo risentimento verso l'Olimpo e racconta di poter lasciare l'oltretomba solo per pochi mesi all'anno, poiché ha già mangiato il melograno dell'oltretomba. Le altre divinità accettano la spiegazione nonostante sappiano ciò che è realmente accaduto in quanto vogliono lasciarsi la faccenda alle spalle. Con la famiglia riconciliata, la narrazione termina.

## Modalità di gioco
Il gioco svela a poco a poco la storia precedente dei personaggi. Durante e dopo ogni partita il giocatore ha infatti l'opportunità di apprendere frammenti di informazioni riguardanti la storia tramite dialoghi con divinità ed eroi della mitologia, come Achille o Zeus. I dialoghi vengono utilizzati anche per far cambiare atteggiamento nei confronti di Zagreus ai personaggi, come il dio Tanato che passerà dall'avere un rapporto conflittuale a una forma di amicizia. Un altro approfondimento della trama è dato dalla meccanica del Codex, ovvero un registro in cui vengono memorizzati tutti i dettagli riguardanti i vari personaggi e oggetti.
Hades ha un sistema di controllo che si basa principalmente su quattro tasti: uno per effettuare un attacco basilare, uno per effettuare un attacco speciale, uno per effettuare uno scatto e un altro per scagliare un proiettile da lontano. Gli attacchi variano in base all'arma che si seleziona prima di iniziare la partita, come per esempio la spada Stygius, che permette di effettuare colpi rapidi e colpi ad area, oppure l'arco Coronacht il quale effettua colpi a distanza. Nel gioco esistono sei armi in totale, ognuna con un suo schema e una sua strategia. Per ogni arma esistono tre varianti aggiuntive che vengono sbloccate durante la progressione di gioco e che modificano ulteriormente il gameplay.
Per differenziare ulteriormente lo stile di gioco è presente anche un sistema di doni che vengono regalati dagli dei durante le partite e modificano ulteriormente statistiche e le abilità. I doni influenzano una particolare meccanica in base alla divinità a cui appartengono: per esempio, Poseidone garantisce generalmente la capacità di respingere i nemici colpiti mentre Ermes aiuta ad agire più velocemente.
Uno dei fattori più importanti del gameplay è la casualità: per esempio, i doni vengono concessi in modo casuale. Le stesse stanze che compongono i vari piani della fuga vengono generate casualmente insieme agli ostacoli e ai nemici presenti in quel tipo di piano, garantendo che le partite siano varie e che raramente si ripresentino due stanze con la stessa disposizione degli ostacoli o con gli stessi nemici.
Le stanze, una volta completate, garantiscono ricompense generate casualmente. Ogni stanza permette di sapere in anticipo quale tipo di ricompensa è presente nelle stanze successive grazie a un simbolo, posto sopra le porte, che varia in base alla tipologia di ricompensa. In ogni stanza il giocatore deve scegliere quale delle porte varcare dato che non è possibile ritornare alle stanze precedenti. La scelta comporta la perdita delle ricompense presenti nelle altre stanze.
Le tipologie di ricompensa sono:
- Doni, cioè potenziamenti alle abilità e statistiche concessi dalle divinità greche
- Incrementi alla vita massima del giocatore
- Dracme, che permettono di acquistare potenziamenti in una stanza particolare in cui è presente Caronte
- Martello di Dedalo, che permette di cambiare le caratteristiche dell'arma impugnata

Ogni volta che il giocatore viene sconfitto Zagreus perde tutti i doni e i potenziamenti. Mantiene però le valute che garantiscono bonus permanenti e permettono interazioni particolari con i residenti dell'oltretomba; le valute sbloccano accessori e aiuti nelle partite successive.
Il gioco ha anche due impostazioni per la modifica della difficoltà delle partite: la modalità "dio", che semplifica le partite e offre un tono più rilassato, e il "Patto della Pena", che consiste in una serie di condizioni facoltative che aumentano la difficoltà durante le partite successive alla prima vittoria e garantiscono ricompense aggiuntive.

## Sviluppo
Hades è stato sviluppato da Supergiant Games la quale dopo le recensioni altalenanti del proprio precedente titolo Pyre ha deciso di correggere le mancanze che la critica vi aveva rilevato, ovvero di creare un titolo meno carente nel suo gameplay. Per fare ciò gli sviluppatori hanno deciso di sviluppare il gioco in accesso anticipato. Inizialmente il titolo è stato sviluppato solamente per PC in quanto essendo il team di sviluppo composto da una ventina di persone l'aggiornamento di varie versioni in simultanea avrebbe rappresentato una mole di lavoro troppo grande da sostenere. Una volta concluso lo sviluppo la casa avrebbe effettuato un porting ad altre console. Per riuscire a supportare lo sviluppo in accesso anticipato Supergiant Games decise di pubblicare il titolo su Epic Games che al tempo aveva appena lanciato il suo Store digitale e il suo programma di supporto per i creatori di contenuti. La volontà di Supergiant di creare un titolo che favorisse gli streamer e il sostegno che Epic dava con il suo programma segnarono l'inizio della loro collaborazione.
Il problema di Pyre era il fatto che i giocatori non esploravano il racconto a causa delle carenze di gameplay del titolo. Ciò convinse Supergiant a prendere una direzione differente per lo sviluppo di Hades. La casa di sviluppo decise di sviluppare un titolo che potesse essere giocato per periodi corti ma che garantisse un'alta rigiocabilità; optò così per il genere roguelike. Il genere consentì al team di creare un gioco che evolvesse la narrativa nel corso di diverse partite ma che al contempo non diventasse noioso e ripetitivo.
Per la scelta dell'ambientazione Greg Kasavin, il direttore creativo di Supergiant Games, pensò alla mitologia greca piuttosto che a una rivisitazione delle ambientazioni usate in precedenza. Inizialmente il gioco doveva essere ambientato nel labirinto di Minosse il quale avrebbe cambiato la sua struttura continuamente rendendo la cattura del minotauro più complicata. L'idea venne abbandonata in quanto gli sviluppatori ritennero difficile combinarla con l'idea di narrativa che avevano in mente. Continuando con le loro ricerche scoprirono la figura di Zagreus, su cui si avevano poche fonti, alcune delle quali lo identificavano come figlio di Ade. Nacque così l'idea di creare una famiglia problematica in cui i giocatori potessero ritrovarsi. L'idea è quella di Zagreus che fugge dal padre ricevendo l'aiuto delle altre divinità. L'aiuto inoltre spesso si rivela solo temporaneo, come evidenziato nelle stanze delle prove degli dèi: lì il giocatore deve scegliere tra due divinità e quella che non è stata scelta punisce il protagonista scatenandogli contro dei mostri.
Una delle fasi dello sviluppo è consistita nella registrazione di migliaia di dialoghi tra Zagreus e gli NPC, dialoghi equivalenti circa a una decina di ore. Questi dialoghi vengono selezionati del gioco in base a ciò che succede; per esempio Zeus può reagire alla vista di Zagreus ferito oppure possono attivarsi sottotrame come quella di Orfeo che cerca di liberare la moglie Euridice dall'oltretomba, in cui i due utilizzano Zagreus come messaggero.
Il gioco venne annunciato ai Game Awards 2018 diventando il primo gioco di terze parti esclusivo per Epic Games Store. A fine 2019 Supergiant ha deciso di pubblicare Hades anche su Steam segnando la fine dell'esclusiva per Epic Games. Il 17 settembre 2020 il gioco è uscito dalla fase di accesso anticipato e lo stesso giorno è stato pubblicato anche su Nintendo Switch. Gli sviluppatori hanno annunciato l'implementazione di una funzionalità cross-save tra PC e Nintendo Switch, funzionalità che, dopo un iniziale rinvio, è stata pubblicata il 17 dicembre 2020.

## Sequel
Hades 2, è stato annunciato da Supergiant Games durante gli eventi del The Game Awards 2022, la storia narra le vicende della principessa Melinoë, sorella di Zagreus. La pubblicazione è pianificata per il 2023 in forma di accesso anticipato (ciò permettendo di completare lo sviluppo valutando le impressioni dei giocatori), successivamente verrà pubblicato in forma completa per console e PC.

## Accoglienza
| Testata                          | Versione | Giudizio |
| -------------------------------- | -------- | -------- |
| Metacritic (media al 28/07/2021) | PC       | 93/100   |
| Metacritic (media al 28/07/2021) | N.Switch | 93/100   |
| OpenCritic (media al 02/08/2021) | varie    | 94/100   |
| Eurogamer                        | PC       | 9/10     |
| Everyeye.it                      | PC       | 9.2/10   |
| Famitsu                          | N.Switch | 38/40    |
| Gamespot                         | PC       | 9/10     |
| IGN                              | PC       | 9/10     |
| Multiplayer.it                   | PC       | 9/10     |
| Player.it                        | N.Switch | 9.5/10   |
| SpazioGames.it                   | N.Switch | 9.3/10   |

Il videogioco ha ricevuto valutazioni esclusivamente positive sul sito aggregatore di recensioni Metacritic. Multiplayer.it ha definito Hades "un piccolo capolavoro che si rivolge a un pubblico molto più ampio grazie all'ironia ed al sistema di combattimento". IGN sostiene invece che il titolo sia in grado di combinare punti di forza di diversi generi i quali si completano a vicenda. Everyeye.it si riferisce al titolo come a un "capolavoro" e a un "Instant classic che fa la storia del videogame". Eurogamer.it loda Supergiant Games per essere stata in grado di consolidare ciò che già in accesso anticipato si mostrava come una perla e definisce la casa di sviluppo come una garanzia nello scenario Indie. Player.it nella sua recensione per Nintendo Switch tesse le lodi sulla sua portabilità pressoché perfetta, senza però esimersi nel giudizio sulla difficoltà a tratti altalenante.
A quattro giorni dalla pubblicazione il titolo aveva totalizzato la vendita di un milione di copie di cui circa 700 000 calcolate come download in accesso anticipato.

### Premi
| Anno | Premiazione     | Categoria                   | Verdetto        | Fonte  |
| ---- | --------------- | --------------------------- | --------------- | ------ |
| 2020 | The Game Awards | Gioco dell'anno             | Candidato/a     | [ 17 ] |
| 2020 | The Game Awards | Migliore Direzione          | Candidato/a     | [ 17 ] |
| 2020 | The Game Awards | Miglior Narrazione          | Candidato/a     | [ 17 ] |
| 2020 | The Game Awards | Miglior Direzione Artistica | Candidato/a     | [ 17 ] |
| 2020 | The Game Awards | Migliore Musica             | Candidato/a     | [ 17 ] |
| 2020 | The Game Awards | Miglior Performance         | Candidato/a     | [ 17 ] |
| 2020 | The Game Awards | Miglior Indie               | Vincitore/trice | [ 17 ] |
| 2020 | The Game Awards | MIglior Action              | Vincitore/trice | [ 17 ] |
| 2021 | Premio Hugo     | Video games                 | Vincitore/trice | [ 18 ] |